# Theobald Max Heinrich Vrints von Treuenfeld
Theobald Max Heinrich Freiherr Vrints von Treuenfeld (* 24. Oktober 1734 in Bremen; † 1812) war ein kaiserlicher Postmeister und  Resident in Bremen sowie kaiserlicher Reichshofrat.

## Biografie
Ein Familienzweig der Familie Vrints stammte aus Spanien und kam im 16. Jahrhundert in die Spanische Niederlande. Theobald Max Heinrich Vrints von Treuenfeld war der Urenkel von Johann Gerhard Vrints von Treuenfeld (1611–1685), erster Postmeister der Kaiserlichen Reichspost in Bremen. Sein Vater war der Postmeister Konrad Alexander Vrints von Treuenfeld (1707–1780). Theobald Max Heinrich absolvierte das Alte Gymnasium in Bremen und studierte Rechtswissenschaften an der Universität Göttingen. Nach dem Tod seines Vaters wurde er wie dieser Postmeister und nannte sich kaiserlicher Reichspostdirektor. Er war dann auch kaiserlicher Resident (Gesandter) in Bremen. 1797 erfolgte seine Ernennung zum kaiserlichen Reichshofrat. 1799 übernahm sein Sohn Carl Vrints von Treuenfeld (1765–1852) die Leitung des kaiserlichen Reichspostamts in Bremen. Theobald Max Heinrich blieb jedoch im Dienst des mit der Reichspost als Generalpostmeister verbundenen Hauses Thurn und Taxis.